# Jeux de la Commission de la jeunesse et des sports de l'océan Indien 2012
Navigation
Jeux 2010 Jeux 2014
Les Jeux de la Commission de la jeunesse et des sports de l'océan Indien 2012, huitième édition des Jeux de la Commission de la jeunesse et des sports de l'océan Indien, ont eu lieu en juillet 2012 aux Comores.